# Калабалін Семен Опанасович
Калабалін Семен Опанасович (14(або 21).08.1903, с. Сторожове Полтавського повіту (нині Чутівського району Полтавської області) — 24.06.1972, с. Клемьонове Єгор'євського району Московської області) — педагог, найяскравіша постать серед вихованців Полтавської трудової колонії імені М. Горького, друг, соратник і послідовник А. С. Макаренка, прототип Семена Карабанова у «Педагогічній поемі».

## Життєпис
Вже в 90-ті роки ХХ століття стала відома автобіографія, яку  в 1942-м році  написав С. А. Калабалін. Народився він у серпні 1903 року у с. Сторожове, нині Чутівського району, у родині бідняка. Сім'я була багатодітною. Був 10 (з 16) дитиною в сім'ї. У анкеті вказано, що за національністю він українець, походить з селян, батько помер у сумнозвісному 1933 році, мати загинула в 1941 році від рук німецьких окупантів. Дитинство провів у с. Сторожовому Полтавського повіту, нині Чутівського району. Закінчив 4-річну церковно-приходську школу (1915). Працював пастухом, але через конфлікт з місцевою поміщицею кинув село і з 13 років почав жебракувати, був членом кримінальних угрупувань, у лавах Червоної Армії брав участь у боях Громадянської війни.
У 1920 за створення збройного угрупування і розбій потрапив до в'язниці, звідки був забраний А. С. Макаренком до колонії ім. М. Горького (09.03.1921). У колонії виявив свої організаторські здібності і схильність до хліборобської праці. У 1923 вступив на робітфак Харківського сільськогосподарського інституту. У 1925 повернувся до колонії, де працював вихователем до листопада 1926.
Після служби у Червоній Армії (листопад 1926 — жовтень 1927) за дорученням А. С. Макаренка взяв на себе завідування Комарівським будинком робітничих підлітків під Харковом. Безпідставно звинувачений опонентами Макаренка у фінансових зловживаннях, залишив посаду і з серпня 1928 по січень 1929 працював вихователем, потім завідувачем навчально-виховної частини Будянської колонії імені В. Г. Короленка (с. Буди Харківської обл.), де разом з групою вихованців вступив в конфлікт з адміністрацією колонії. Після звільнення, працював під керівництвом А. С. Макаренка вчителем фізкультури у Дитячій трудовій комуні імені Ф. Дзержинського (лютий 1929 — березень 1931).
У подальшому, намагаючись самостійно впроваджувати макаренківську педагогічну систему, працював у багатьох дитячих виховних закладах інтернатного типу (березень 1931 — березень 1932 — старший вихователь дитколонії у Дитячому Селі Ленінградської обл.; березень 1932 — серпень 1934 — старший вихователь школи-колонії № 66 для важковиховуваних дітей у ленінградському передмісті «Соснова Поляна»; серпень 1934 — травень 1935 — завідувач навчальною частиною дитбудинку № 54 у Ленінграді; червень — грудень 1935 — під керівництвом Макаренка тимчасово виконував обов'язки інспектора Управліннями колоніями НКВС УСРР у Києві, а також заступника начальника Одеського дитячого приймальника
У спогадах одного з вихованців С. О. Калабаліна, які знаходяться у музеї Сторожівської ЗОШ І-ІІІ ступенів Чутівської районноїх ради Полтавської області, розповідається про Одеську трудову колонію (закритого типу) імені 10-річчя Жовтня періоду 1934 року, коли Семен Опанасович прибув сюди як начальник виховного відділу. Автор описує ту ситуацію, яка склалася у колонії: відсутність дисципліни, ніякої організованості. Старші, сильніші відбирали у маленьких їжу, у нічний час крали одяг, взуття і продавали це на базарі. Вихователям не підкорялися, грубили, зневажали, а інколи і займалися рукоприкладством. І саме в той момент, коли вранці 420 вихованців колонії зібралися в їдальні, де стояв такий шум, що нічого не було зрозуміло, всі почули (він перекричав усіх) незнайомого чоловіка і після цього запанувала тиша. І в цій тиші Семен Опанасович чітко, спокійно сказав наступне: « Я — Семен Опанасович Калабалін, колишній вихованець колонії імені Дзержинського, яка знаходиться в Харкові, прибув в колонію начальником виховної частини. З цього моменту ми будемо жити разом, разом будемо наводити порядок у всіх наших життєвих справах. О 12 годині буде шикування всіх вихованців колонії, де ми займемося з вами нашими справами детально, а до цього часу вам треба поїсти без шуму і крику, заправити в спальнях ліжка, прибрати сміття. Приємного вам апетиту і не заважайте мені знайомитися з вашим життям». Звичайно, це звернення подіяло на всіх. І з цього дня в колонії розпочалося нормальне життя. Малих ніхто не ображав, бо 14-15 літніх  згрупували в 4 бригади і розмістили в окремий корпус, і всіх інших теж, вихованці обрали бригадирів. Відбувся розподіл по класах, облаштували майстерні. Старші бригади-класи до обіду працювали, після обіду — навчалися, менші ж до обіду навчалися, а опісля — працювали. В кінці кожного дня проводився загальний збір, де кожний бригадир доповідав як пройшов день в бригаді, які були порушення. Там же  призначалися чергові бригади по школі, по майстерні, по їдальні, по прибиранню території колонії. В кінці місяця бригади, які не мали зауважень заохочувалися походом в кіно, театр, на берег Чорного моря і т. д. Життя стало цікавим, веселим. Ігри у волейбол, футбол, лапта, городки. Семен Опанасович брав у всіх справах активну участь, залучаючи і вихователів. Він вважав: якщо вихователь не бере участі в іграх колективу вихованців, не направляє щогодини їх діяльність, значить цей вихователь без душі, без почуття відповідальності за життя і долю дітей, які йому довірені. Не терпів обману, нечесності, хникання на труднощі у виконанні завдань. Завжди дуже переживав, якщо  щось траплялось з вихованцем. Якщо дитина права, він за неї стояв горою, якщо ні — то був неумолимим. Без підвищення голосу переконував і завдання виконувалося, ніколи не принижував особистості вихованця і не ображав вихованців. Його любили і поважали.
«В 1936 році його перевели в Якушинецьку трудову колонію № 8 імені Косіора. Туди він забрав частину вихованців для допомоги у виховній роботі. Точно так, як і попередня, колонія тільки формувалася і треба було цементувати цю публіку, яка спочатку не визнавала ніякої дисципліни.  І де б не працював Калабалін, його поважали і любили за те, що був турботливим, уважним, всю душу вкладав у виховання дітей, завжди проявляв чуйність, був душею колективу вихованців і разом з дружиною — старшими товаришами для вихованців». Таку інформацію отримуємо з листа від 17.05.1999 року одного з випускників колонії.
До 24.01.1938 — помічник Керуючого і начальник навчально-виховної частини Вінницької трудколонії № 8 НКВС України; 27.03.1938 — 16.05.1939 — завідувач навчальною частиною Соколівського спеціального дитбудинку Крижопільського р-ну Вінницької обл.; 20.05.1939 — 01.11.1940 — директор Барибінського дитбудинку № 3 Московської обл. З листопад 1940 по 14.07.1941 — директор московського дитбудинку з особливим режимом № 60. Ще працюючи у Вінницької трудколонії № 8, 24.01.1938 за доносом був заарештований як «ворог народу», але після півтора місяців слідства відпущений (02.03.1938).
 У роки війни служив у розвідці, під час виконання бойового завдання у німецькому тилу потрапив у полон, був завербований абвером і пройшов навчання у розвідшколі; після десантування в радянському тилу переконав свою групу з'явитися в НКВС і протягом декількох років вів радіогру з метою дезінформації противника, за що був нагороджений орденом Вітчизняної війни другого ступеня (28.12.1943).
У наступні роки знову працював у дитячих будинках і колоніях (18.08.1944 — 20.08.1946 — директор дитбудинку № 2 для іспанських дітей у м. Солнєчногорськ Московської обл.; жовтень 1946 — травень 1947 заступник з навчально-виховної частини начальника дитколонії в місті Кутаїсі; травень 1947 — серпень 1950 — заступник начальника з навчально-виховної роботи Сталінірської виховно-трудової колонії; 23.08.1950 — 18.05.1956 — завідувач спеціальним дитбудинком на станції Мотовилівка Фастівського р-ну Київської обл.; 19.05.1956 — 11.12.1956 — директор піонерського табору Українського геологічного управління в Фастівському р-ні Київської обл.; 20.12.1956 — 24.06.1972 — директор Клемьонівського дитбудинку Єгорьєвського р-ну Московської обл.).
Із спогадів Інни Кленіцької, журналістки .
"У 60-і роки мені пощастило кілька разів гостювати у дитячому будинку, яким керував Семен Калабалін, вихованець, учень і послідовник Антона Семеновича (той самий Сенько Карабанов з «Педагогічної поеми»). Після виходу в світ книг Ф. Вігдорової, мені запропонували зробити радіопередачу про його дитячий будинок. Так я опинилася в цьому дивовижному дитячому царстві. 
Семен Опанасович досяг вершин педагогічної майстерності. У книзі «Бродяче дитинство» С. Калабалін писав: «Я багато років працюю директором дитячих будинків, і, мабуть, немає в Радянському Союзі республіки, області чи краю, де б не було моїх колишніх вихованців». За час роботи ні один із семи тисяч підопічних Калабаліна не потрапив до в'язниці.
Заслужений учитель РРФСР (1969). До кінця життя А. С. Макаренка підтримував з ним дружні і ділові стосунки, у подальшому був одним із найпослідовніших і найактивніших пропагандистів спадщини свого наставника.
А ось уривок з листа Ростислава Івановича Панченка з Вінниці, вихованця Соколівського дитячого будинку: «Я переконливо вірю, що ще прийде час повернутися до  системи виховання Макаренка-Калабаліна. Прикладом цього може бути наш дитячий колектив, який існує вже 33 роки. 23 вихованці оркестру стали військовими диригентами, директорами цивільних оркестрів, директорами музичних шкіл, стали потрібними людьми. А це саме головне. Я сміло можу звітувати перед пам'яттю  С. О. Калабаліна»(11.01.1994 року)
Помер 24.06.1972 від приступу апендициту.
Одна з вулиць міста Єгор'євська названа на його честь, у 1998 адміністрація району заснувала премію його імені, лауреатом якої стають кращі педагоги. Ім'я С. О. Калабаліна носить Саввінська загальноосвітня школа. З 2012 на базі Єгор'євської філії Московського державного гуманітарного університету імені М. О. Шолохова регулярно проводиться міжнародна наукова конференція соціально-педагогічного спрямування «Калабалінські читання». Про Семена Опанасовича   багато написано. Адже його часто згадував його вчитель і вихователь А. С. Макаренко («Педагогічна поема»). Він сам написав автобіографічну повість «Моє бродяче дитинство». Фріда Вігдорова створила трилогію про Семена Опанасовича і його дружину Галину Костянтинівну. Борис Хандрос — «Повість про сина і батька». У 2011 році режисер Віталій Якушев зняв документальний фільм «Учитель с железным крестом».
У Сторожівській загальноосвітній школі І-ІІІ ступенів Чутівської районної ради Полтавської області з 1993 діє музей А. С. Макаренка і С. О. Калабаліна. Юні краєзнавці на чолі з вчителем історії Кулиничем Миколою Миколайовичем були гостями у Галини Костянтинівни Калабаліної у м. Єгор'євську. А вона разом з донькою відвідала Сторожове. Гостем школи був і Борис Наумович Хандрос, письменник – автор книги «Формула таланту, або повість про Сина і Батька».
Ось уривок з листа Ростислава Івановича Панченка з Вінниці, вихованця Соколівського дитячого будинку: «Я переконливо вірю, що ще прийде час повернутися до  системи виховання Макаренка-Калабаліна. Прикладом цього може бути наш дитячий колектив, який існує вже 33 роки. 23 вихованці оркестру стали військовими диригентами, директорами цивільних оркестрів, директорами музичних шкіл, стали потрібними людьми. А це саме головне. Я сміло можу звітувати перед пам'яттю  С. О. Калабаліна»(лист від 11.01.1994 року)

## Праці
- Калабалин С. «Бродячее детство» [Архівовано 13 березня 2019 у Wayback Machine.] / Семен Калабалин; лит. запись Е. Рысса. — М. : Молодая гвардия, 1968. — 96 с.;
- Калабалин С. Вперёд вместе с Макаренко! / С. Калабалин // Нар. образ. — 1963. — № 3. — С. 56–60;
- Калабалин С. Дисциплина / С. Калабалин // Комсомольская правда. — 1941. — 1 апр.;
- Калабалин С. Как нас воспитывал А. С. Макаренко / С. Калабалин // Семья и школа. — 1955. — № 4. — С. 15–19;
- Калабалин С. По стопам своего учителя / С. Калабалин // Правда. — 1940. — 16 апр.;
- Калабалин С. А.  Трудовой долг / С. Калабалин // Школа и пр-во. — 1963. — № 3. — С. 15–18.